# Otto Kastl
Otto Kastl  (* 21. August 1947 in Gudensberg) ist ein ehemaliger deutscher Fußballspieler. Der im Angriff wie in der Verteidigung einsetzbare schnelle Spieler hat für den KSV Hessen Kassel von 1967 bis 1974 in der damals zweitklassigen Regionalliga Süd 226 Ligaspiele absolviert und dabei 29 Tore erzielt.

## Stationen als Vereinsspieler
Als Jugendlicher war Kastl zunächst als Leichtathlet aktiv, insbesondere im Sprint über 100 Meter. Im Rahmen der deutschen A-Jugendmeisterschaften gewann er 1965 den Titel in der 4-mal-100-Meter-Staffel. Als Fußballer kam der anfänglich als Flügelstürmer und später als Außenverteidiger agierende Spieler 1966 von seinem Heimatverein TSV Gudensberg zum nordhessischen Traditionsverein KSV Hessen Kassel, in die damals zweitklassige Regionalliga Süd und bestritt in seiner Debütrunde 1967/68 22 Ligaspiele und erzielte dabei sieben Tore. Unter Trainer Willi „Toni“ Hellwig belegten die „Löwen“ den 8. Rang. Sein Debüt feierte er am 24. September 1967 bei einer 1:3-Auswärtsniederlage beim FC Bayern Hof, als er in der 2. Halbzeit für Volker Hanemann eingewechselt wurde. In der Offensive wetteiferten Spieler wie Klaus Weiland, Hans-Georg Tutschek, Hans Alt, Rolf Fritzsche, Volker Hanemann und Torjäger Bernd Michel (13 Tore) um die Plätze im KSV-Angriff.
In der Saison 1970/71 erreichte er unter Trainer Heinz Baas mit dem 3. Rang seine beste Platzierung. Zwei Punkte Rückstand betrug am Rundenende der Abstand zu Vizemeister Karlsruher SC. Kastl hatte 36 Ligaspiele absolviert und dabei neun Tore an der Seite von Mitspielern wie Torhüter Rolf Birkhölzer, Verteidiger Alfred Resenberg, Holger Brück und den Angreifern Reinhard Adler (19 Tore), Gerhard Grau und Herbert Maciossek (20 Tore) erzielt. Kastl spielte in dieser Runde bereits vermehrt in der Abwehr, wurde aber vom Trainer auch in einigen Spielen im Angriff eingesetzt. Dabei ragten seine drei Treffer am 30. Oktober 1970 beim 3:0-Heimerfolg gegen die SpVgg Fürth heraus. Auch am Rundenschlusstag, den 19. Mai 1971, zeichnete er sich beim 5:0-Auswärtserfolg gegen die Stuttgarter Kickers mit zwei Toren aus.
Es lag ihm ein Angebot vom Hamburger SV vor, das er jedoch ablehnte. In der Saison 1974/75 spielte Kastl nach verpasster Qualifikation für die neu geschaffene 2. Bundesliga noch 36-mal in der Amateurliga Hessen für den KSV Hessen, ehe er 1975 zum Ligakonkurrenten KSV Baunatal wechselte, mit dem er unter Trainer Hans Michel 1976 als Hessenliga-Meister in die 2. Bundesliga Süd aufstieg. Die Schwarz-Weißen aus der VW-Stadt hatten am 24. April 1976 mit einem 5:0-Auswärtserfolg beim Lokalrivalen Hessen Kassel die Meisterschaft gefeiert. Nach dem Aufstieg zog sich Hans Michel vom Trainerposten auf die Teammanagerposition zurück und übergab das sportliche Zepter an Nachfolger Peter Velhorn. Bei den Neuzugängen für die 2. Bundesliga imponierte insbesondere Manfred Grawunder. Baunatal startete mit einem 2:0-Heimerfolg am 14. August 1976 gegen München 1860 in den Bundesligaunterbau. Kastl lief dabei wie gewohnt als rechter Außenverteidiger auf. Stürmer Erhard Hofeditz zeichnete sich vor 15.000 Zuschauern im Kasseler Auestadion als zweifacher Torschütze aus. Am Rundenende belegte der Liganeuling den 15. Tabellenrang und Kastl hatte 33 Zweitligaspiele bestritten.
Zwischen 1976 und 1979 bestritt Otto Kastl 83 Zweitligaspiele als Verteidiger und schoss dabei ein Tor. Nach dem Abstieg der Baunataler 1979 beendete er seine aktive Laufbahn. Nach seiner Fußballkarriere war er bis zu seinem Ruhestand 2009 als Kundendienstmonteur in Kassel tätig.
Kastl ist Vater von zwei Kindern und lebt heute mit seiner Frau als Rentner in Gudensberg.